# 통영시

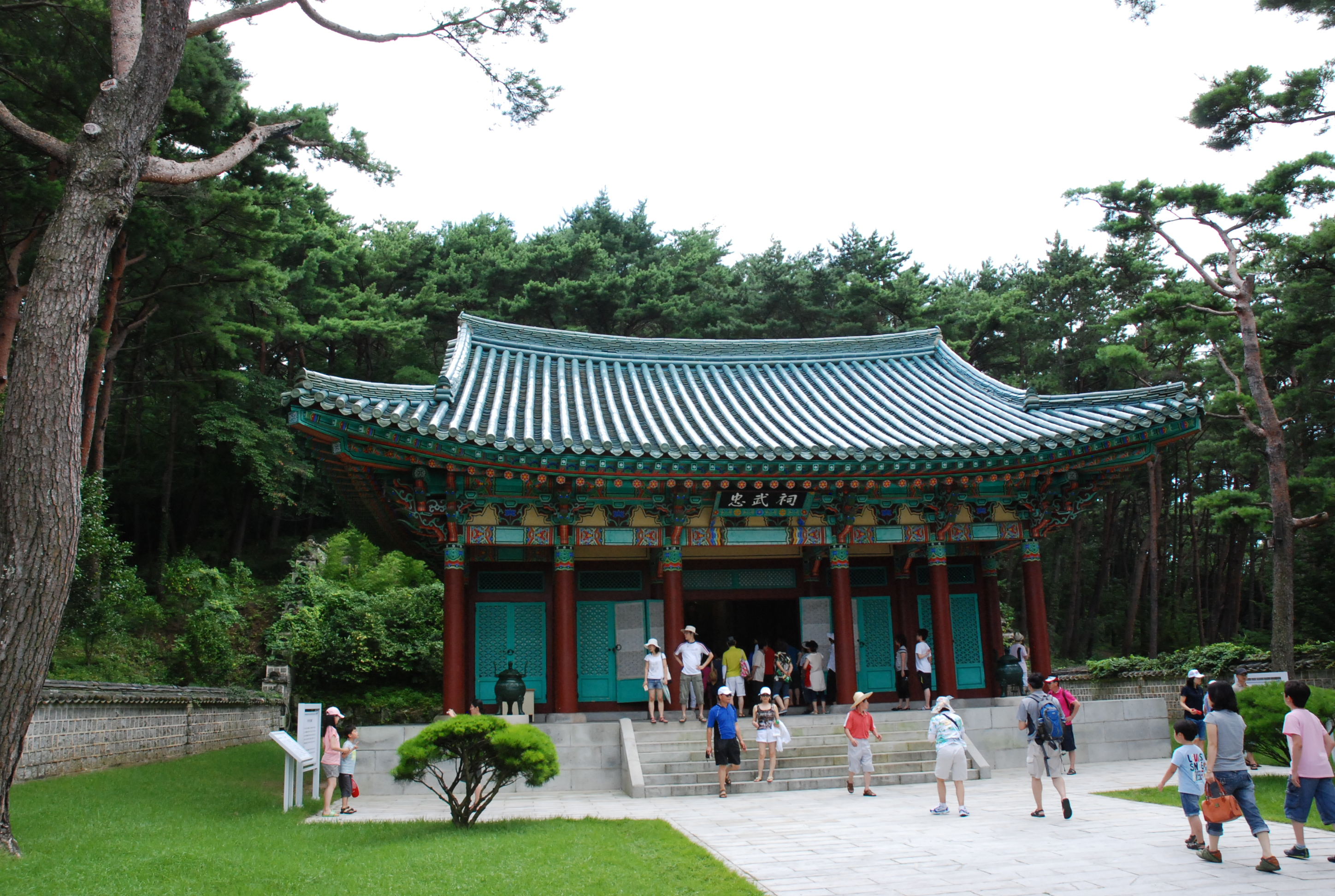
한산도 충무사

통영시(統營市)는 대한민국 경상남도 남해안에 있는 시이다. 통영이라는 지명은 선조 37년(1604년) 두룡포로 삼도수군통제영을 옮긴 것에서 유래한다.
과거 통영군과 충무시가 합쳐진 도농복합시로, 통영시의 시내동구역은 과거 충무시의 행정구역이다. 고성반도(固城半島)의 남부에 위치하며, 해안선의 총 길이는 617km다. 570개의 섬(그 중 44개는 유인도, 526개는 무인도)이 있으며, 한려해상 국립공원으로 지정되어 있다. 시청은 무전동에 있고, 1읍 6면 8동으로 행정구역이 구성된다.

## 역사
한반도에 바다가 전혀 없었던 시대인 구석기 시대에 통영 지역에는 사람이 살고 있었다. 삼한 시대 이전에는 진국에, 삼한 시대에는 현재의 고성에 위치하였으며, 변한에 속한 '고자미동국'이었고, 이후 가야시대에는 육가야 중 소가야에 속하였다가 신라로 흡수되었다.
남북국 시대 경덕왕 때 고자군이 고성군으로 개칭되었다. 신라 경덕왕 757년에는 강주에 속하였다.
고려 현종 9년에는 거제현으로 속하였다가 고려 말기인 충렬왕 때 남해현으로 병합되었다가 다시 복귀하였다.
조선 선조 37년 1604년 삼도수군통제영을 거제현 두룡포로 옮겨와 설치되었다. 삼도수군통제영이 이 고장으로 옮겨온 이후 군사도시로서 발전하게 되었는데, 삼남의 세곡을 나르던 조운선과 화물선의 출입이 빈번하여 남해안 해운의 중심지가 되었다. 숙종 3년 1677년 두룡포가 고성현에 이속되어 춘원면으로 개칭되었다. 1895년 고종 32년에는 통제영이 폐지되었다.
1900년 통제영 소재지에 진남군(鎭南郡)이 설치되었으며, 1909년에 용남군(龍南郡)으로 개칭되었다. 일제강점기인 1914년 4월 1일 이 용남군과 이웃 거제군을 합군하여 통영군을 설치하였다. 춘원면이 통영면으로 개칭되었다.
한국 전쟁 때는 조선인민군에게 점령되었다. 1955년 9월 1일 통영읍을 충무시(忠武市)로 이름을 바꾸어 승격하였다. (7면) 40년 후 1995년 1월 1일 충무시와 통영군이 재통합되어 현재의 통영시로 명칭을 바꾸었다.
2002년부터 1995년 11월 3일 타계한 음악가 윤이상을 기리기 위해 통영에서 매년 《통영 국제 음악제》가 개최되면서 통영을 전 세계적으로 알릴 수 있게 되었다. 또한 2005년 12월 14일에는 통영대전고속도로가 개통함에 따라, 서울에서 4시간 정도면 통영에 도착할 수 있게 되었다.
2008년 4월 18일 지역 경제를 활성화 시키기 위해 통영 케이블카 준공식과 개통식을 진행하였다. 2010년 12월 13일 거가대교 개통으로 부산 인근 지역과 연결되면서, 2011년 6월 9일에 하루 입장객수 10,209명을 최초로 돌파하면서 지역경제의 도움을 주었다.
2015년 12월 유네스코 음악창의도시에 선정되어 지역브랜드를 한 층 더 발전시켰다.

## 지리
경상남도 남단의 고성 반도 남부와 남해의 이순신으로 유명한 한산도, 욕지도 등 대소의 많은 섬(192개)으로 구성되어 있다. 그 중 41개가 유인도이다. 반도에는 벽방산을 주봉으로 하여 사방으로 구릉이 기복하고 있다. 동쪽은 거제시, 서쪽은 남해군, 북쪽은 고성군과 접하며, 남쪽은 한려해상국립공원이다. 같은 위도상에 있는 세계의 중 도시는 일본의 오사카, 중국의 카이펑, 미국의 로스앤젤레스 등이다.

### 미륵산
미륵산은 미륵도 중앙에 해발 458.4m로 우뚝 솟은 위풍 당당한 산이며 100대 명산 중 하나이다. 미륵산을 용화산(龍華山)이라 부르기도 하는데 이 산에 고찰 용화사가 있어 그렇게 부른다고도 하고, 또 이 산은 미륵존불(彌勒尊佛)이 당대에 강림하실 용화회상(龍華會上)이라 해서 미륵산과 용화산을 함께 쓴다고도 한다. 미륵산은 그리 높은 산은 아니지만 울창한 수림 사이로 맑은 물이 흐르는 계곡이 있고 갖가지 모양의 기암괴석과 바위굴이 있으며 고찰과 약수, 봄 진달래와 가을 단풍이 빼어나 명산으로서의 덕목을 충분히 갖추고 있다. 산정에 오르면 한려해상의 다도해 조망이 표현할 수 없을 정도로 아름다우며, 청명한 날에는 일본 대마도가 보인다. 미륵산 자락에는 고찰 용화사와 산내암자 관음암, 도솔암이 있고 효봉문중(曉峰門中)의 발상지 미래사(彌來寺)가 있다. 남쪽 기슭에 있는 미래사는 석두·효봉 두 큰 스님의 안거를 위해 지은 것이고, 북쪽 기슭에 있는 용화사는 신라 선덕여왕 때 은점선사가 창건하였고, 그 후 조선 영조 때 벽담선사가 재건하였다.
이 아름다운 자연 경관은 통영관광공사의 한려수도 조망 케이블 카를 타고 누구나 쉽게 조망할 수 있다.

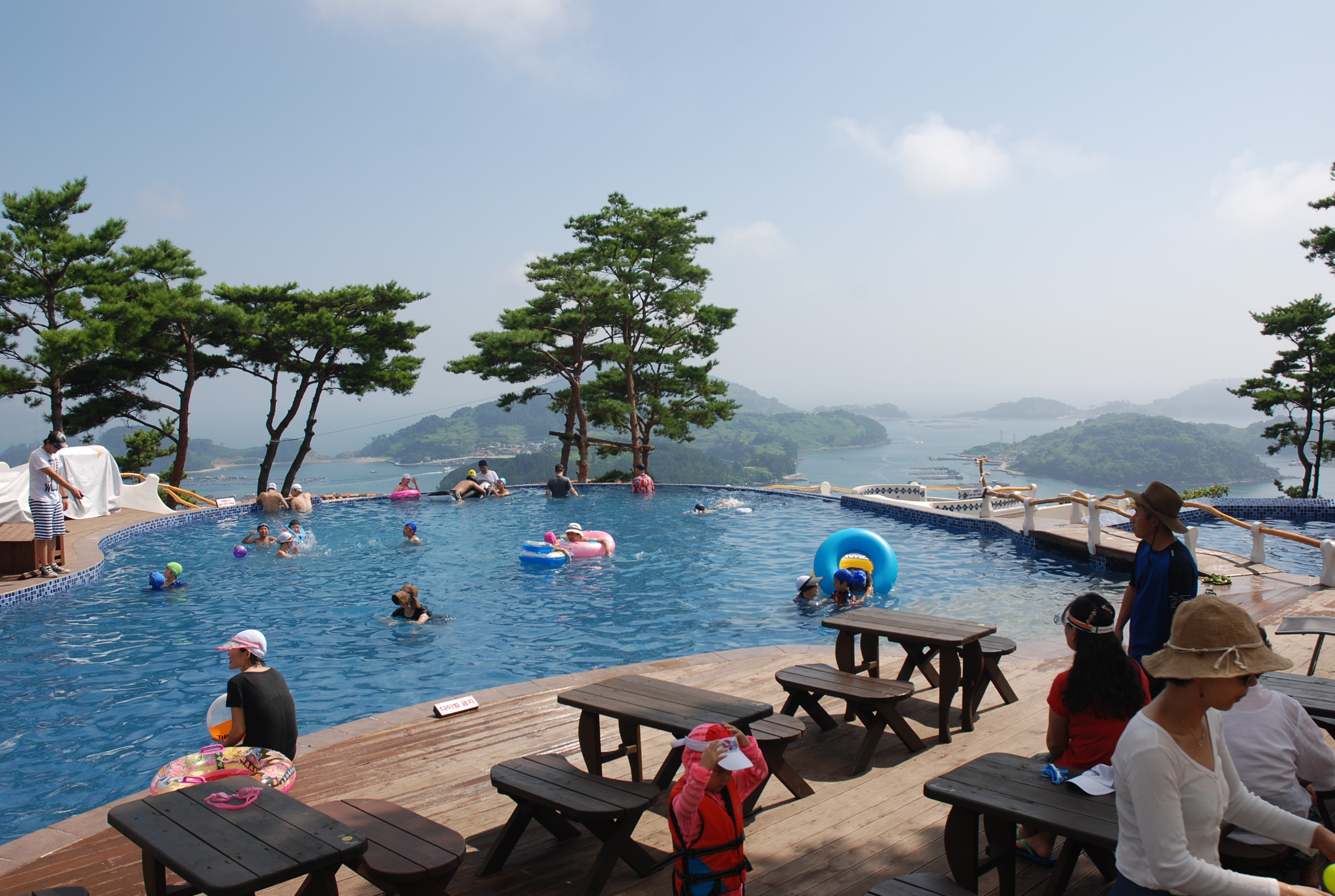
한려해상 국립공원

해상국립공원인 한려해상국립공원의 핵심이 되는 지역으로 바다를 횡단하는 통영대교의 야경이 아름답다. 이순신 동상이 서있는 남망산에서 한려수도를 한눈에 볼 수 있다. 조선 시대에 해군 총사령부라고 할 수 있는 삼도수군통제사 본영이 있었기 때문에, 여러 임진왜란 관련 유적이 많다.

### 주요 섬들
- 미륵도 : 통영시 남쪽에 있으며 2개의 다리와 충무해저터널로 통영반도와 연결돼 있다. 관광특구로 지정됐고 다도해의 절경을 감상할 수 있는 드라이브 코스가 있다. 아름다운 해안 굴곡과 언덕, 한적한 포구 등 한려수도의 정취를 한껏 만끽할 수 있는 아담한 섬이다. 봄이면 동백꽃이 만발한다.[10] :234 섬 중앙에는 미륵산이 자리 잡고 있다. 본래 이곳은 섬이 아니었으나 1932년 통영운하가 생기면서 육지와 40여 m 너비의 물길로 분리되었는데, 운하 북쪽과 함께 통영 시내를 이루고 있다.
- 한산도
- 매물도 : 매물도와 소매물도로 나뉜다. 통영시 소재 섬들 중에서 가장 유명한 섬 중 하나이다. 조수간만의 차에 따라 매물도와 소매물도가 연결되는 길이 생기기도 하며, 이는 아름답다.
- 추봉도
- 욕지도
- 두미도

### 기후
연중 동한난류의 영향을 받는 해양성 기후이다. 세계 최대의 난류 중의 하나인 쿠로시오 해류의 지류가 통영해역을 지나 동해로 북상하는데, 이 난류의 영향을 받아 연평균 기온이 14 °C 내외이다. 1월의 평균기온은 3.1 °C이고, 가장 더운 8월의 평균기온은 35.1 °C로, 겨울과 여름의 기온차 역시 매우 적은 곳이다. 기록된 최고기온은 38.2 °C (1940년 8월), 최저기온은 －12.2 °C (1923년 1월)이다. 연평균 강수량은 1,450.8mm이며, 또한 위치상 태풍 피해가 가장 잦은 지역 중의 하나이다.
| 통영지역기상서비스센터 (통영시 정량동, 해발 31.24m)의 기후 | 통영지역기상서비스센터 (통영시 정량동, 해발 31.24m)의 기후 | 통영지역기상서비스센터 (통영시 정량동, 해발 31.24m)의 기후 | 통영지역기상서비스센터 (통영시 정량동, 해발 31.24m)의 기후 | 통영지역기상서비스센터 (통영시 정량동, 해발 31.24m)의 기후 | 통영지역기상서비스센터 (통영시 정량동, 해발 31.24m)의 기후 | 통영지역기상서비스센터 (통영시 정량동, 해발 31.24m)의 기후 | 통영지역기상서비스센터 (통영시 정량동, 해발 31.24m)의 기후 | 통영지역기상서비스센터 (통영시 정량동, 해발 31.24m)의 기후 | 통영지역기상서비스센터 (통영시 정량동, 해발 31.24m)의 기후 | 통영지역기상서비스센터 (통영시 정량동, 해발 31.24m)의 기후 | 통영지역기상서비스센터 (통영시 정량동, 해발 31.24m)의 기후 | 통영지역기상서비스센터 (통영시 정량동, 해발 31.24m)의 기후 | 통영지역기상서비스센터 (통영시 정량동, 해발 31.24m)의 기후 |
| 월                                                         | 1월                                                        | 2월                                                        | 3월                                                        | 4월                                                        | 5월                                                        | 6월                                                        | 7월                                                        | 8월                                                        | 9월                                                        | 10월                                                       | 11월                                                       | 12월                                                       | 연간                                                       |
| ---------------------------------------------------------- | ---------------------------------------------------------- | ---------------------------------------------------------- | ---------------------------------------------------------- | ---------------------------------------------------------- | ---------------------------------------------------------- | ---------------------------------------------------------- | ---------------------------------------------------------- | ---------------------------------------------------------- | ---------------------------------------------------------- | ---------------------------------------------------------- | ---------------------------------------------------------- | ---------------------------------------------------------- | ---------------------------------------------------------- |
| 역대 최고 기온 °C (°F)                                     | 18.4 (65.1)                                                | 19.1 (66.4)                                                | 21.8 (71.2)                                                | 26.7 (80.1)                                                | 30.7 (87.3)                                                | 30.8 (87.4)                                                | 36.9 (98.4)                                                | 36.3 (97.3)                                                | 33.5 (92.3)                                                | 29.4 (84.9)                                                | 25.2 (77.4)                                                | 20.0 (68.0)                                                | 36.9 (98.4)                                                |
| 일평균 최고 기온 °C (°F)                                   | 7.9 (46.2)                                                 | 9.6 (49.3)                                                 | 13.3 (55.9)                                                | 17.9 (64.2)                                                | 22.1 (71.8)                                                | 24.8 (76.6)                                                | 27.6 (81.7)                                                | 29.6 (85.3)                                                | 26.7 (80.1)                                                | 22.3 (72.1)                                                | 16.2 (61.2)                                                | 10.2 (50.4)                                                | 19.0 (66.2)                                                |
| 일일 평균 기온 °C (°F)                                     | 3.1 (37.6)                                                 | 4.8 (40.6)                                                 | 8.7 (47.7)                                                 | 13.3 (55.9)                                                | 17.6 (63.7)                                                | 20.9 (69.6)                                                | 24.4 (75.9)                                                | 26.0 (78.8)                                                | 22.5 (72.5)                                                | 17.4 (63.3)                                                | 11.3 (52.3)                                                | 5.4 (41.7)                                                 | 14.6 (58.3)                                                |
| 일평균 최저 기온 °C (°F)                                   | −0.8 (30.6)                                                | 0.6 (33.1)                                                 | 4.5 (40.1)                                                 | 9.2 (48.6)                                                 | 13.9 (57.0)                                                | 18.0 (64.4)                                                | 22.0 (71.6)                                                | 23.4 (74.1)                                                | 19.4 (66.9)                                                | 13.6 (56.5)                                                | 7.3 (45.1)                                                 | 1.3 (34.3)                                                 | 11.0 (51.8)                                                |
| 역대 최저 기온 °C (°F)                                     | −11.2 (11.8)                                               | −11.6 (11.1)                                               | −8.9 (16.0)                                                | −1.6 (29.1)                                                | 6.1 (43.0)                                                 | 11.4 (52.5)                                                | 15.6 (60.1)                                                | 15.0 (59.0)                                                | 11.8 (53.2)                                                | 2.7 (36.9)                                                 | −3.8 (25.2)                                                | −9.3 (15.3)                                                | −11.6 (11.1)                                               |
| 평균 강수량 mm (인치)                                      | 32.2 (1.27)                                                | 49.5 (1.95)                                                | 92.4 (3.64)                                                | 138.8 (5.46)                                               | 159.6 (6.28)                                               | 195.8 (7.71)                                               | 289.1 (11.38)                                              | 243.9 (9.60)                                               | 177.1 (6.97)                                               | 76.4 (3.01)                                                | 48.6 (1.91)                                                | 32.4 (1.28)                                                | 1,535.8 (60.46)                                            |
| 평균 강수일수 (≥ 0.1 mm)                                   | 4.9                                                        | 5.4                                                        | 8.2                                                        | 9.2                                                        | 9.4                                                        | 10.5                                                       | 14.4                                                       | 11.7                                                       | 8.8                                                        | 5.3                                                        | 6.1                                                        | 4.6                                                        | 98.5                                                       |
| 평균 상대 습도 (%)                                         | 53.7                                                       | 55.3                                                       | 60.7                                                       | 65.6                                                       | 72.1                                                       | 79.4                                                       | 84.9                                                       | 81.0                                                       | 75.3                                                       | 67.3                                                       | 63.5                                                       | 56.0                                                       | 67.9                                                       |
| 평균 월간 일조시간                                         | 196.8                                                      | 189.2                                                      | 202.8                                                      | 209.0                                                      | 221.4                                                      | 174.4                                                      | 154.6                                                      | 186.2                                                      | 170.3                                                      | 210.9                                                      | 190.4                                                      | 199.8                                                      | 2,305.8                                                    |
| 출처: 기상청 (평년값: 1991년~2020년, 극값: 1968년~현재)    |                                                            |                                                            |                                                            |                                                            |                                                            |                                                            |                                                            |                                                            |                                                            |                                                            |                                                            |                                                            |                                                            |

## 행정 구역

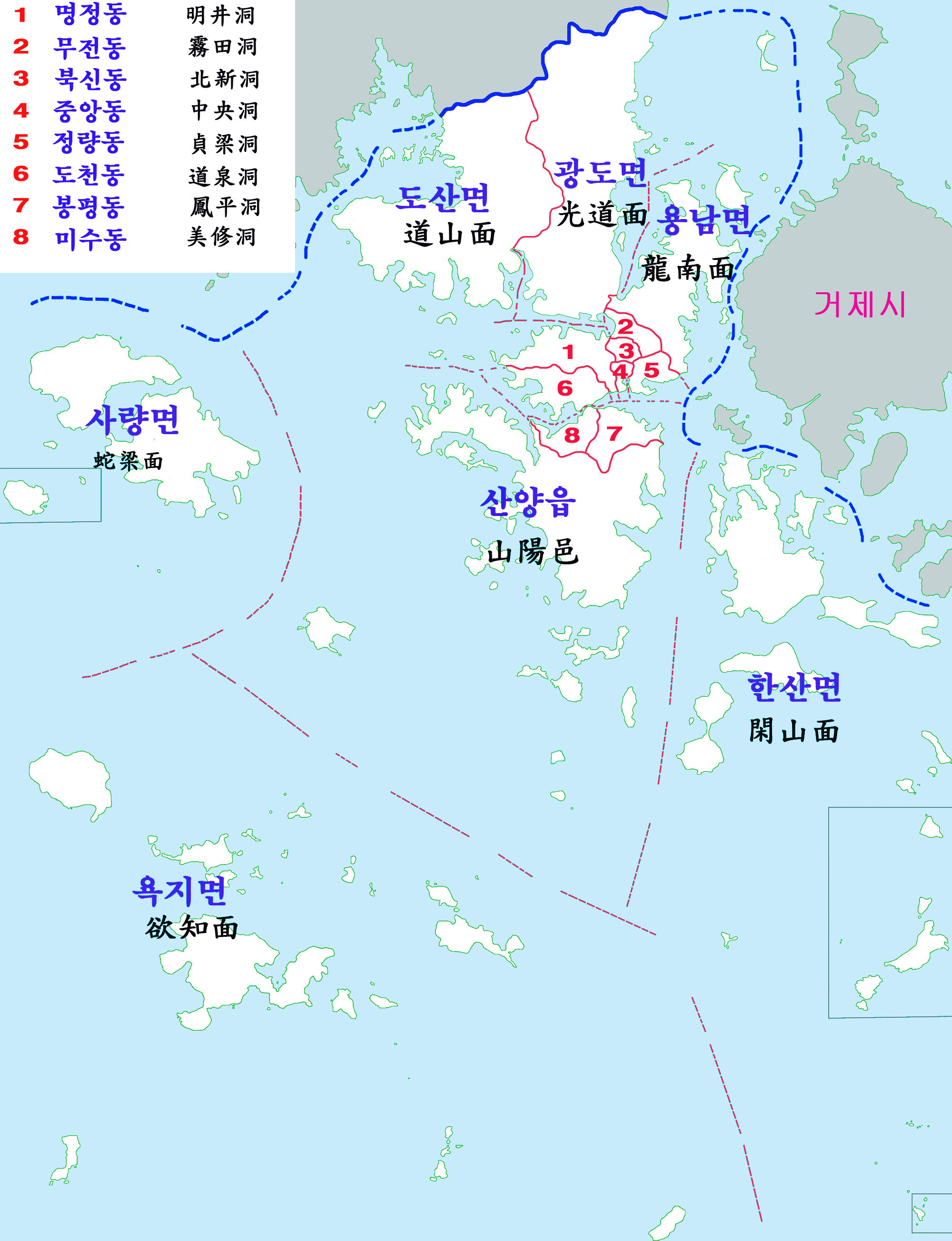
통영시 행정 구역 지도

통영의 행정구역은 1읍 6면 8동이다. 그 아래 17법정동, 50법정리, 167통이 있다. 2013년 4월말 기준 인구는 57,688세대, 139,306명이다. 면적은 239.22km2이다.
| 이름   | 한자   | 인구(명) | 면적(km2) |
| ------ | ------ | -------- | --------- |
| 산양읍 | 山陽邑 | 5,756    | 39.62     |
| 용남면 | 龍南面 | 11,427   | 16.97     |
| 도산면 | 道山面 | 3,351    | 38.58     |
| 광도면 | 光道面 | 30,776   | 40.61     |
| 욕지면 | 欲知面 | 2,292    | 23.94     |
| 한산면 | 閑山面 | 2,461    | 30.28     |
| 사량면 | 蛇梁面 | 1,745    | 26.98     |
| 도천동 | 道泉洞 | 12,443   | 3.95      |
| 명정동 | 明井洞 | 4,740    | 6.45      |
| 중앙동 | 中央洞 | 6,407    | 0.67      |
| 정량동 | 貞梁洞 | 11,627   | 1.98      |
| 북신동 | 北新洞 | 12,047   | 1.05      |
| 무전동 | 霧田洞 | 14,634   | 1.84      |
| 미수동 | 美修洞 | 13,621   | 2.48      |
| 봉평동 | 鳳坪洞 | 14,166   | 3.79      |
| 합계   | 합계   | 140,346  | 239.22    |

## 인구
| 인구    | 세대   | 총      | 남     | 여     | 세대당 인구 |
| ------- | ------ | ------- | ------ | ------ | ----------- |
| 22년1월 | 59,709 | 125,128 | 62,788 | 62,340 | 2.10        |
| 21년1월 | 59,857 | 128,084 | 64,398 | 63,686 | 2.14        |
| 20년1월 | 59,391 | 131,089 | 65,897 | 65,192 | 2.21        |
| 19년1월 | 59,175 | 133,489 | 67,176 | 66,313 | 2.26        |
| 18년1월 | 58,934 | 135,697 | 68,490 | 67,207 | 2.30        |
| 17년1월 | 59,189 | 138,001 | 69,712 | 68,289 | 2.33        |
| 16년1월 | 59,022 | 139,093 | 70,338 | 68,755 | 2.36        |
| 15년1월 | 58,496 | 139,505 | 70,677 | 68,828 | 2.38        |
| 14년1월 | 58,110 | 139,615 | 70,793 | 68,822 | 2.40        |
| 13년1월 | 57,297 | 139,317 | 70,606 | 68,711 | 2.43        |
| 12년1월 | 57,509 | 140,191 | 71,201 | 68,990 | 2.44        |
| 11년1월 | 57,335 | 140,376 | 71,532 | 68,844 | 2.45        |
| 10년1월 | 54,986 | 137,523 | 70,140 | 67,383 | 2.50        |
| 09년1월 | 53,372 | 136,209 | 69,436 | 66,773 | 2.55        |
| 08년1월 | 52,047 | 134,866 | 68,598 | 66,268 | 2.59        |
| 07년1월 | 50,395 | 133,218 | 67,588 | 65,630 | 2.64        |
| 06년1월 | 49,022 | 132,622 | 67,183 | 65,439 | 2.71        |
| 05년1월 | 47,739 | 132,814 | 67,265 | 65,549 | 2.78        |
| 04년1월 | 46,604 | 133,334 | 67,447 | 65,887 | 2.86        |
| 03년1월 | 45,460 | 134,034 | 67,616 | 66,418 | 2.95        |

## 경제

남망산 조각공원에서 본 통영

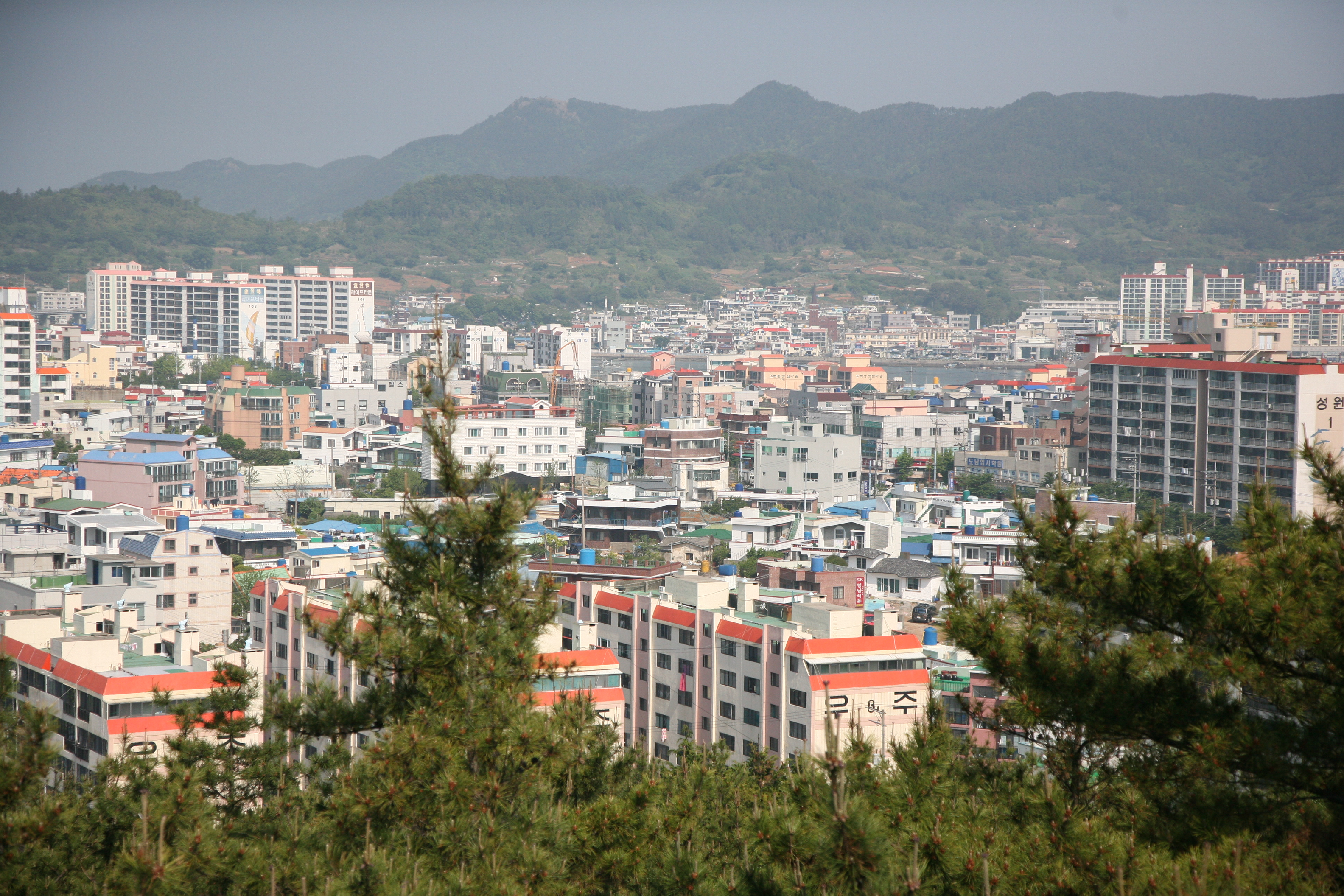
미륵산에서 본 통영

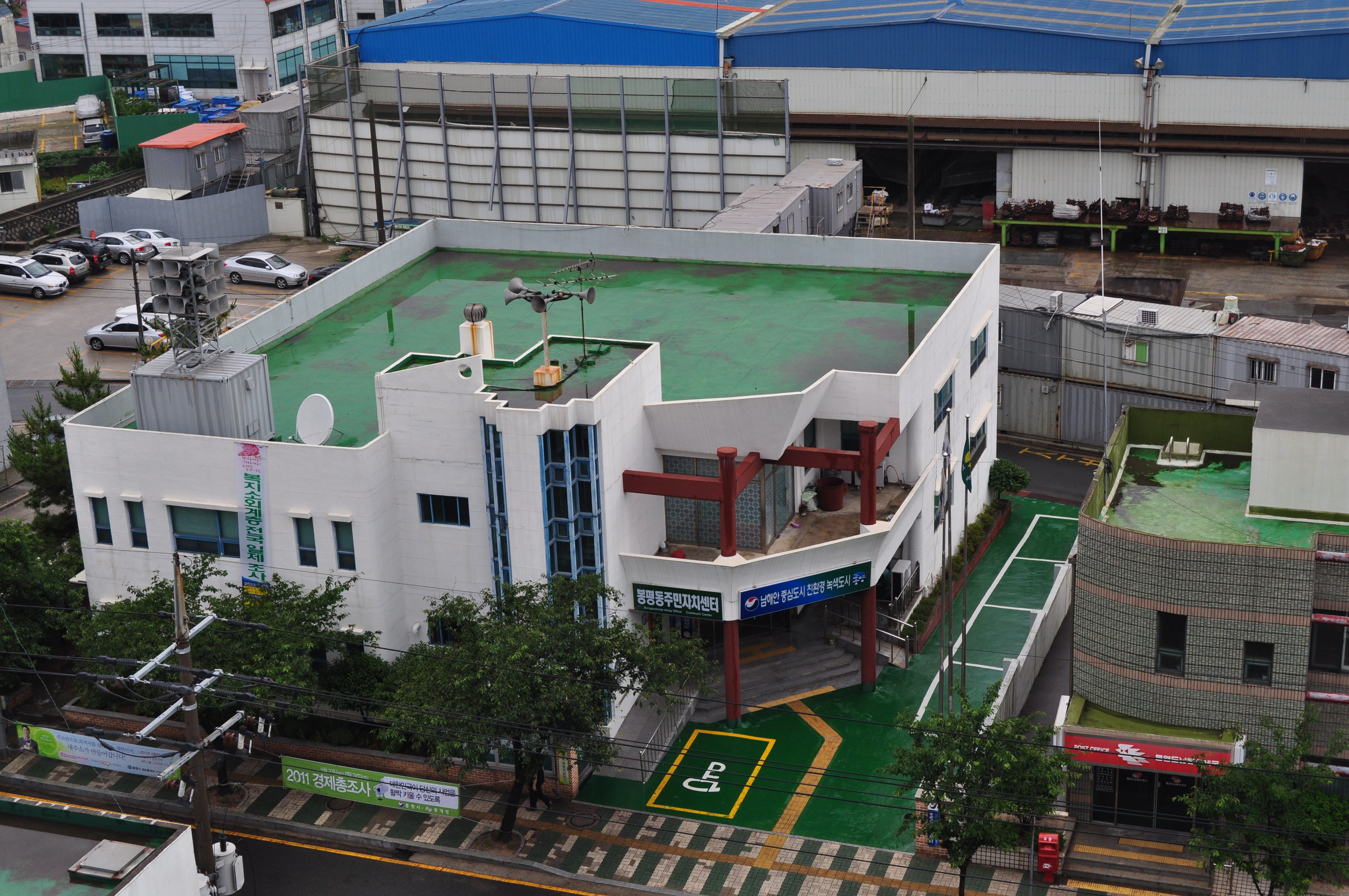
봉평동 주민센터

농수산업이 주업이며 전국 유수의 수산군(水産郡)이다. 좋은 어장도 있고 기후가 온난하여 연중 어로 작업이 가능하므로 어획고가 많고 김·굴의 양식과 통조림·우무 등의 제조도 성하다. 특히 군내 해역은 수하식 굴 양식장으로 덮여 있고, 전국 제일의 굴 생산지가 되고 있다. 공업으로는 수산물 가공업과 소규모 조선 공업이 행해지며, 기타 조선·피혁·전분 등 공업도 성하지만 무엇보다도 나전칠기(자개)는 특산물이다. 다이아스포어(diaspore)의 매장이 많고 품질이 좋아 알루미늄·도자기 기타 내화물(耐火物) 제조에 유망하다.
통영시는 평야가 없고, 해안선을 따라 반농반어의 촌락이 형성되었는데, 그나마 비탈진 언덕에 밭농사가 대부분이었다. 그러나 굴곡이 심한 리아스식 해안에 수온이 적당하고 동해 난류가 흘러 수산업의 보고라고 할 수 있어 일찍부터 어업이 발달하였다.

### 농업
경지 면적이 협소하며 밭이 훨씬 많고, 주요 농산물은 주곡 외에 따뜻한 기후로 인해 감귤류·바나나·파인애플 등을 비닐하우스 재배한다.

### 수산업
넓은 대륙붕이 발달하여 각종 난류성 어족이 많고, 연안에는 조개류·굴·진주·해조류의 양식에 적합, 이 방면에 주력하고 있다. 인평·평림·미수·도남·정량·북신동 등 여러 해안에서는 진주조개·홍합·굴·고막 등 패류의 양식이 성하다. 양식 방법도 자연 채취에서 투석식·송지식으로 발전했는데, 최근에는 다시 수하식으로 개량하여 송지식에 비해 5배 이상의 수익을 올리고 있다. 또 이 패류는 주요 수출품으로 각광을 받아 증가하고 있다. 연안 어업은 물론 원양 어업의 기지로 발달하여 멸치·고등어·전갱이·갈치·가자미·참조기·복어·전어·도미·숭어 등의 어획이 많다.

### 광공업
지하 자원으로는 금과 고령토 생산이 있고 제조업으로는 농수산 가공업이 성하다. 특히 통조림·소건품(素乾品)·자건품(煮乾品)·염신품(鹽辛品)·냉동품·해초 제품 기타 식용품·비식용품 등 수산 제조업이 자못 성하다. 또한 어망·어선 건조·양조·전분 등 공업과 특히 나전칠기는 명산물이고 어망 공업은 전국에서 가장 성하며 그 제품은 국내 수요를 채우고 수출도 한다. 성동조선해양, 신아에스비, SPP조선, 삼호조선, 21세기조선 등 중소형조선회사의 조선소가 자리 잡고 있다.

통영 앞바다의 섬들

#### 통영 금광산
통영광상 또는 통영 금광산은 통영시 동호동에 위치하며 대표적인 열수 광상으로 1920년대에 발견되어 1940년대까지 생산 실적이 우수했으나 현재는 폐광되었다. 1989년 당시 조광석의 생산량은 1개월에 3,000톤이었으며 광맥의 평균 품위는 금 8.4 g/ton, 은 155 g/ton이었다. 광산 일대의 지질은 중생대 경상 누층군 유천층군의 안산암질암류, 응회암질각력암, 약간의 응회질사암, 응회질역암, 사질셰일 및 셰일 등으로 구성된 장평리층 그리고 이를 관입한 석영암맥과 휘록암맥 등으로 구성된다. 광상은 주로 안산암 또는 응회암을 관입한 천열수성 석영맥으로 금과 은을 함유한다. 광산의 주요 광물은 황철석, 섬아연석, 황동석, 함은사면동석, 피어사이트(pearceite; 은, 비소 황화광물), 휘은석, 호박금, 방연석, 유비철석, 자류철석, 휘안석(輝安石), 농홍은석, 자연 은, 헤사이트(hessite, 텔루륨 은광), 엠프레사이트(Empressite; 텔루륨 은광), 능망가니즈석 등 다양한 광물이 산출된다. 이 광상에서 산출되는 모암의 변질산물인 견운모의 칼륨-아르곤 연대 측정 결과는 72.9±1.2 Ma이다.

### 서비스업
금호마리나리조트, 충무관광호텔, 라베르관광호텔, 통영 호텔 갤러리, 통영베이(Bay) [이상, 도남동 소재], 한산콘도호텔[항남동], 이에스(ES)리조트[산양읍] 등의 숙박시설이 있다.

## 문화
통영시는 많은 문화인들을 배출 하였다. 특히 2002년부터 윤이상을 기리기 위해 매년 《통영 국제 음악제》를 개최되고 있다.

### 미술
전혁림(1916년 1월 21일 ~ 2010년 5월 25일)은 유치진, 유치환, 윤이상, 김춘수와 함께 통영문화협회를 창립해 문예 활동을 했고 "가장 통영적인 것이 가장 세계적"이라는 개념을 작품에 투영하는 등 다양한 방법으로 통영의 문화와 예술을 실천해왔다. 전혁림미술관은 전혁림 화백의 개인 미술관이다. 그의 작품을 도자기 타일에 옮겨 외벽을 장식한 미술관 1층은 그의 작업 현장이자 신작 전시실이며 2층은 1950~70년대 작품, 3층은 근현대 작품을 전시하고 있다. :234
전통예술로는 통영 나전칠기로 알려진 옻칠예술이 유명하며, 옻칠예술은 선사시대 이래 우리나라에서 천 년동안 통일신라시대 채화칠기, 고려시대 나전칠기를 통해 계승발달하였다. 통영에는 전통적 나전칠기부터 현대옻칠예술까지 볼 수 있는 통영옻칠미술관이 있으며, 전통공예관과 전통문화원을 통해서 그 전통을 이어오고 있다. 통영옻칠미술관은 김성수 작가가 2006년이 건립한 미술관으로 전통예술인 옻칠공예뿐 아니라 이를 응용한 옻칠회화까지 폭 넓은 옻칠예술을 보여주는 대한민국에서 유일한 옻칠미술관이다.

### 음식

충무 김밥

통영은 대한민국 남부의 주요 어항으로 인근에서 가장 많은 어로 활동이 일어나는 곳이다.
따라서 음식도 어류와 회와 같은 것들이 유명하다.
고기잡이를 하다가 유래된 음식인 "충무김밥"이 탄생한 곳이기도 하다. 그 원조는 "뚱보할매김밥"이며,
주변의 음식점도 원조 못지않게 깔끔한 맛을 제공한다. 그 외에도, 장어구이, 해물탕, 복요리 등의 생선요리가 유명하다.
- 충무김밥 : 김밥, 깍두기, 꼴뚜기 볶음 무침으로 구성된 음식.
- 다찌방 : 선술집의 한 유형으로, 풍부한 해산물 안주 상차림을 기본으로 술을 마실수 있다.
- 통영꿀빵 : '오미사꿀빵'이 원조이다.
- 해물짬뽕
- 빼때기 죽
- 하모회

서점
시인 김춘수, 백석, 유치환, 작가 박경리 등등 당대 최고의 문화인들의 고장이었던 통영.
아쉽게도 통영에는 유일한 지역 서점인 통영 강남서점 (1985년 영업개시)만이 그 작가들의 명맥을 이어가고있다. 이문당 서점이 있었으나 문을 닫고 유일하게 통영을 지키고 있다.

## 관광
통영은 경상남도 남해안 지역의 대표적인 관광도시이다. 수려한 자연환경을 바탕으로 한 해변, 섬과 다양한 역사적인 유적지가 있다. 소설가 박경리, 시인 유치환, 작곡가 윤이상 등이 통영 출신이며, 이들과 관련된 문화 컨텐츠도 다양하다.
2014년 535만명, 2017년 735만명, 2018년에는 628만명이 통영을 방문했다. 통영은 동양의 나폴리라는 별명을 갖고 있다.
통영시는 2022년 대한민국에서 첫 번째로 야간관광 특화도시로 선정되었다. 이 선정은 문화체육관광부와 한국관광공사가 주관한 '2022년 야간관광 특화도시 공모사업’의 일환으로 이루어졌다. 이 공모사업은 지역체류형 관광을 육성하고 새로운 국가 관광 성장 동력 창출 및 정부차원의 통합적 야간관광 정책 및 체계 구축을 위해 추진되었다.
통영시는 이번 공모 사업 선정을 통해 한국관광공사로부터 야간관광 정책 수립·콘텐츠 개발 등에 대한 자문을 받게 되었으며, 야간관광 기본모델 구축을 위해 12억원의 국비를 지원받게 되었습니다1. 이를 통해 체류형 관광객 증가와 지역경제 활성화를 기대하고 있다.
통영시는 '밤 아홉시, 오광 (五光) 통영’이라는 주제로 다양한 야간 관광 콘텐츠를 계획하였다. 이에는 디피랑 (국내 최장 최대 규모 야외 야간 디지털 테마파크), 동피랑 (벽화마을), 강구안 (통영전통중앙시장), 삼도수군통제영 (통영의 역사와 문화), 서피랑 (야간경관조명) 등 다섯 개의 야간 관광 스팟이 포함되어 있다.

### 시내권

#### 남망산공원
경남 통영시 동호동에 있는 공원으로 충무공원이라고도 불리는데, 편안한 쉼터와 아름다운 자연, 통영의 명물인 현대 조각가들의 작품이 이곳에 숨쉬고 있다.
통영시민의 쉼터이자 문화공간인 남망산 공원은 해발 72m에 불과한 작은 동산이지만 문화 체육 휴게시설을 갖추어 놓은 통영시민이 지극히 아끼고 사랑하는 공원이다. 이 공원을 들여다보면 놀라울 만큼 아름다운 경치를 자랑하는 쉼터 열무정과 수향정(2층8각정자)이 있으며 이충무공동상, 이충무공의 한산대첩비가 광장에 있다. 또한 통영 시민문화회관과 오광대 놀이마당, 청마 유치환 시비, 초청 김사옥 시비가 있어 쉼터 뿐 아니라 문화까지 즐길수 있는 공간이다. 그중 남망산 조각공원은 1997년 10월에 개장하여 세계적으로 유명한 10개국 15명의 현대조각가의 작품이 전시되어 있어 많은 현대작가들의 작품세계를 볼 수 있다. 벚나무와 소나무가 우거진 높이 80 m의 남망산을 중심으로 전개된 공원으로 남동쪽으로 거북등대와 한산도(閑山島) ·해갑도(解甲島) ·죽도(竹島) 등의 한려수도(閑麗水道)의 절경을 바라볼 수 있어 사람들의 발길을 끌고 있다.

#### 해저터널

통영 해저터널 입구

해저터널(Undersea Tunnel)은 통영반도의 미수2동과 미륵도의 당동을 잇는 해저 터널이자 동양 최초의 해저 터널이다. 통영 운하 바닥 밑을 가로지르는 터널이다. 1931년부터 1932년까지 1년 4개월에 걸쳐 만든 동양 최초의 바다 밑 터널로 길이 483m, 너비 5m, 높이 3.5m이다. 양쪽 바다를 막아 바다 밑을 파서 콘크리트 터널을 만든 것으로, 터널 입구에 쓰여 있는 용문달양(龍門達陽)은 ""섬과 육지를 잇는 해저도로 입구의 문"" 이란 뜻이다. 사람과 차량이 통행할 수 있어 한동안 충무, 통영 지방의 명물로 여겨졌으나 오래된 데다가 낡은 공법으로 만들어 최근에는 바닷물이 스며드는 등의 이유로 차량 통행은 금지되어 있다. :234

### 시외권

#### 달아공원
달아공원(達牙公園, Dara Park)은 산양읍 연화리에 위치한 공원이다. 예로부터 이 곳은 다도 남해와 낙조의 빼어난 조망처로 유명하여 특히 여름철이면 관광객이 끊이지 않는다.
통영시는 이 곳의 주변을 정비하여 주차장, 화장실, 매점 등 관광 편의시설을 갖추고 1997년 1월 21일, 네모 기와 지붕의 정자 "관해정"을 짓고 4월 5일에 현판식을 하면서 주변에 10년생 동백 1,000그루를 심어 자연과 인공이 조화되는 "경승 1번지"로 가꾸고 있다.
통영 시내에서 산양관광도로를 일주할 때, 이 곳이 중간 지점이라 낭만적인 해변 도로를 따라 드라이브를 즐기다가 잠시 들러 쉬면서 바다의 참맛을 즐기기에 안성맞춤인 곳이다. 통영 미륵도의 산양 해안 일주 도로를 따라 해안 경치를 즐기며 달리다 보면 섬 남단의 끄트머리쯤에 한려해상국립공원을 조망하기에 안성맞춤인 곳이 있다. 바로 달아공원이다.
공원 입구 도로변에 마련된 주차장에 차를 대고 5분정도 완만하게 닦인 공원길을 올라가면 관해정(觀海亭)이 나온다. 정자 그늘 아래 앉아 여유롭게 바다를 내려다 볼 수 있는 곳이다. 관해정을 비껴 바다쪽으로 조금 더 나가면 그야말로 땅끝에 선 기분을 맛볼 수 있다. 이름을 갖지 못한 작은 바위섬에서부터 대·소장재도, 저도, 송도, 학림도, 곤리도, 연대도, 만지도, 오곡도, 추도 그리고 멀리 욕지열도까지 수십 개의 섬이 한 눈에 들어온다. 다도해 풍경을 한폭의 그림으로 감상하는 순간이다. 섬이름을 안내하는 대형 지도가 한쪽에 설치되어 있으므로 실제 섬과 이름을 짝지어 가며 보는 재미도 있다. 달아라는 이름은 지형이 코끼리의 아래위 어금니와 닮았다고 해서 붙여진 이름인데, 전망 좋은이 곳의 특성상 지금은 달 보기에 좋은 곳이라는 쉬운 의미로 받아들여지고 있다. 통영 사람들은 보통 "달애"라고도 부른다.

### 도시 경관과 건축

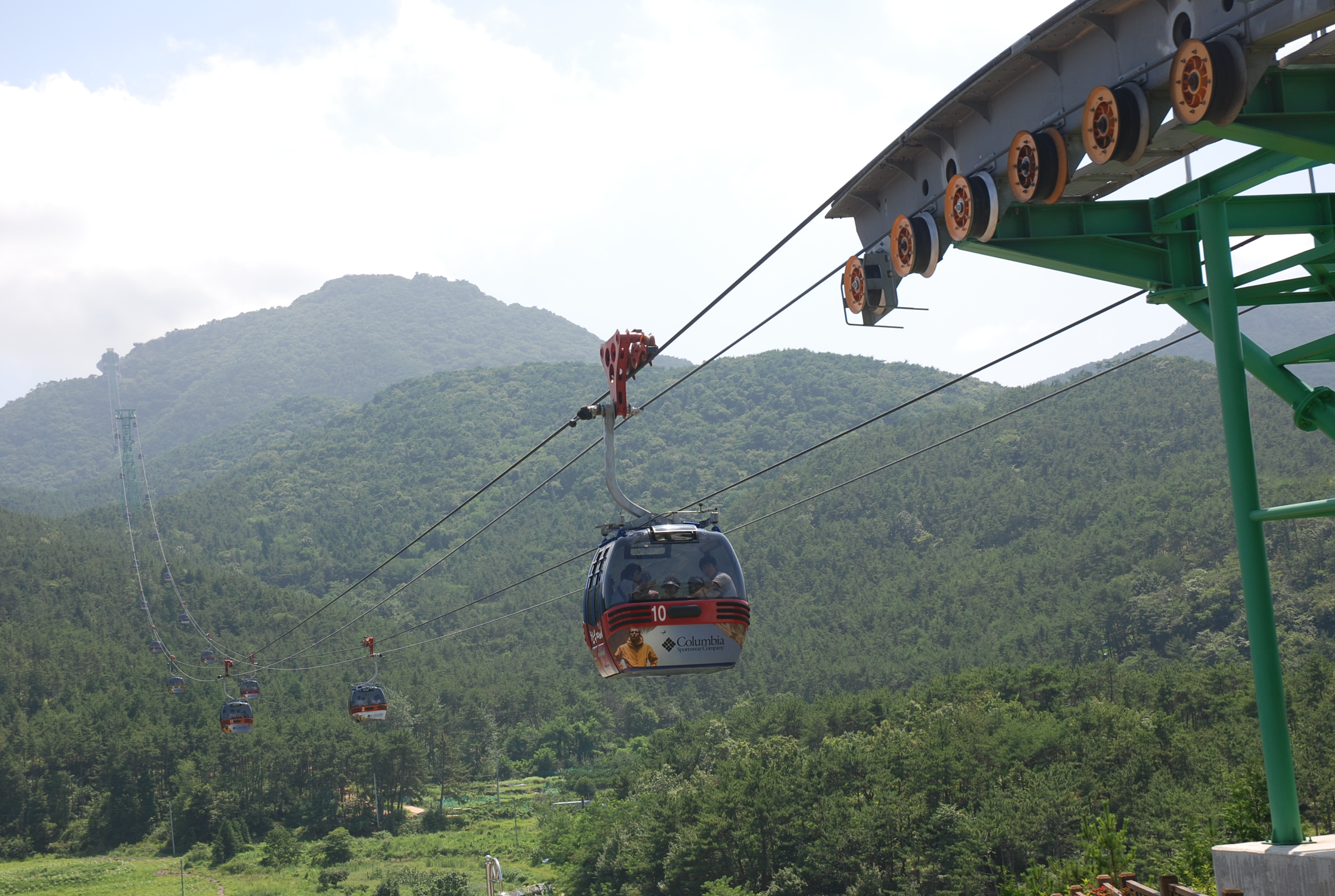
미륵산 케이블카

2008년 4월 18일 한려수도를 조망할 수 있는 통영 케이블카가 개통되었다. 해발 461m의 미륵산에서 1,975m 길이를 운행하는 8인승 곤돌라를 운행한다.

### 축제
- 3월 : 통영 국제 음악제

통영 국제음악제는 매년 3월에 개최되며, 현재 아시아에서 가장 유망한 국제 음악제 중 하나이다. 1999년에 ‘윤이상 음악의 밤’과 2000년, 2001년 통영현대음악제로 출발한 음악회는 작곡가와 학자들로 구성된 젊은 지식인들과 통영시의 노력으로 2002년 제1회 통영국제음악제를 개최하며 대규모 음악 축제로 발전하게 되었다. 통영시, 창원MBC, 월간 객석 등이 주최하고 통영국제음악재단이 주관한다.
- 8월 : 통영 나전칠기 축제

통영 나전칠기 축제는 1998년부터 시작되어 매년 8월에 개최되며, 통제영 12공방을 재현한다. 나전칠기 제작과정과 재료를 전시하고, 중요무형문화재 작품전을 연다. 또한 무대공연 및 체험코너도 있다. 전통공예관운영위원회, 무형문화재보존협회가 주관을 한다.
- 8월 : 한산대첩 축제

고유제 봉행서막식, 군점수조, 한산대첩 재현, 한산대첩 기념제전 행사, KBS해변음악회 영상축제, 통영상륙작전 기념 행사, 한려수도 바다 축제 등의 행사를 갖는다. 통영시, 해군 진해 기지사령부 해병 1사단, KBS창원가 주관한다.
- 11월 : 윤이상 국제 음악 콩쿠르

경상남도, 통영시, MBC경남이 주최하고 통영국제음악재단이 주관하는 윤이상국제음악콩쿠르는 통영 출신의 세계적인 작곡가 윤이상의 음악적 업적을 기리고 이를 통해 국제 문화교류에 이바지하며 전 세계의 재능있는 젊은 음악인을 발굴육성하기 위해 창설되었다. 본 콩쿠르는 첼로, 피아노, 바이올린 부문에서 매년 10~11월경 번갈아 개최된다.

## 교육
도서지역이 많아 분교가 많았지만, 1991년 이후 학생 수의 감소로 인해 꾸준히 폐교가 이루어져, 2010년 한산초등학교 하소분교장까지 총 20개의 분교가 폐교되어 대부나 야영장, 수련장 등으로 활용되고 있다.

### 유치원
| 유치원 | |
| --- | --- |
| \| 공립유치원 - 통영초등학교 병설유치원 - 충렬초등학교 병설유치원 - 유영초등학교 병설유치원 - 충무초등학교 병설유치원 - 두룡초등학교 병설유치원 - 진남초등학교 병설유치원 - 한려초등학교 병설유치원 - 남포초등학교 병설유치원 - 인평초등학교 병설유치원 - 용남초등학교 병설유치원 - 원평초등학교 병설유치원 - 산양초등학교 병설유치원 - 도산초등학교 병설유치원 - 광도초등학교 병설유치원 - 벽방초등학교 병설유치원 - 원량초등학교 병설유치원 - 사량초등학교 병설유치원 - 한산초등학교 병설유치원 - 통영유치원 \| 사립유치원 - 꿈나무유치원 - 금강창의유치원 - 도레미유치원 - 동산유치원 - 무궁화유치원 - 서광유치원 - 성민유치원 - 소망유치원 - 숲속유치원 - 신화유치원 - 엔젤유치원 - 중앙유치원 \| | |
| 공립유치원 - 통영초등학교 병설유치원 - 충렬초등학교 병설유치원 - 유영초등학교 병설유치원 - 충무초등학교 병설유치원 - 두룡초등학교 병설유치원 - 진남초등학교 병설유치원 - 한려초등학교 병설유치원 - 남포초등학교 병설유치원 - 인평초등학교 병설유치원 - 용남초등학교 병설유치원 - 원평초등학교 병설유치원 - 산양초등학교 병설유치원 - 도산초등학교 병설유치원 - 광도초등학교 병설유치원 - 벽방초등학교 병설유치원 - 원량초등학교 병설유치원 - 사량초등학교 병설유치원 - 한산초등학교 병설유치원 - 통영유치원 | 사립유치원 - 꿈나무유치원 - 금강창의유치원 - 도레미유치원 - 동산유치원 - 무궁화유치원 - 서광유치원 - 성민유치원 - 소망유치원 - 숲속유치원 - 신화유치원 - 엔젤유치원 - 중앙유치원 |

### 초등학교
| 초등학교 |
| --- |
| \| 초등학교(분교 포함) - 통영초등학교 - 충렬초등학교 - 유영초등학교 - 충무초등학교 - 두룡초등학교 - 진남초등학교 - 한려초등학교 - 한려초등학교 영운분교 - 남포초등학교 - 인평초등학교 - 용남초등학교 - 원평초등학교 - 원평초등학교 지도분교 - 산양초등학교 - 산양초등학교 학림분교 - 산양초등학교 곤리분교 - 산양초등학교 풍화분교 - 도산초등학교 - 광도초등학교 - 죽림초등학교 - 벽방초등학교 - 원량초등학교 - 원량초등학교 연화분교 - 원량초등학교 두남분교 - 사량초등학교 - 한산초등학교 \| |
| 초등학교(분교 포함) - 통영초등학교 - 충렬초등학교 - 유영초등학교 - 충무초등학교 - 두룡초등학교 - 진남초등학교 - 한려초등학교 - 한려초등학교 영운분교 - 남포초등학교 - 인평초등학교 - 용남초등학교 - 원평초등학교 - 원평초등학교 지도분교 - 산양초등학교 - 산양초등학교 학림분교 - 산양초등학교 곤리분교 - 산양초등학교 풍화분교 - 도산초등학교 - 광도초등학교 - 죽림초등학교 - 벽방초등학교 - 원량초등학교 - 원량초등학교 연화분교 - 원량초등학교 두남분교 - 사량초등학교 - 한산초등학교       |

### 중학교
| 중학교 |                                          |
| --- | ---------------------------------------- |
| \| 공립중학교 - 통영중학교 - 충무중학교 - 통영여자중학교 - 충무여자중학교 - 통영중앙중학교 - 산양중학교 - 도산중학교 - 한산중학교 - 욕지중학교 - 사량중학교 \| 사립중학교 - 동원중학교 - 충렬여자중학교 \| |                                          |
| 공립중학교 - 통영중학교 - 충무중학교 - 통영여자중학교 - 충무여자중학교 - 통영중앙중학교 - 산양중학교 - 도산중학교 - 한산중학교 - 욕지중학교 - 사량중학교                                                   | 사립중학교 - 동원중학교 - 충렬여자중학교 |

### 고등학교
| 고등학교 |                                                |
| --- | ---------------------------------------------- |
| \| 공립고등학교 - 통영고등학교 - 충무고등학교 - 통영여자고등학교 \| 사립고등학교 - 동원고등학교 - 충렬여자고등학교 \| |                                                |
| 공립고등학교 - 통영고등학교 - 충무고등학교 - 통영여자고등학교                                                         | 사립고등학교 - 동원고등학교 - 충렬여자고등학교 |

### 특수학교
| 특수학교                  |
| ------------------------- |
| \| 공립학교 - 잠포학교 \| |
| 공립학교 - 잠포학교       |

### 고등공민학교
| 고등공민학교                      |
| --------------------------------- |
| \| 공립학교 - 충무고등공민학교 \| |
| 공립학교 - 충무고등공민학교       |

### 대학교
- 경상국립대학교 통영캠퍼스 (해양과학대학)

## 갤러리

남망산 조각공원
해저터널 입구
해저터널 내부
통영대교
경상국립대학교 통영캠퍼스 (해양과학대학)
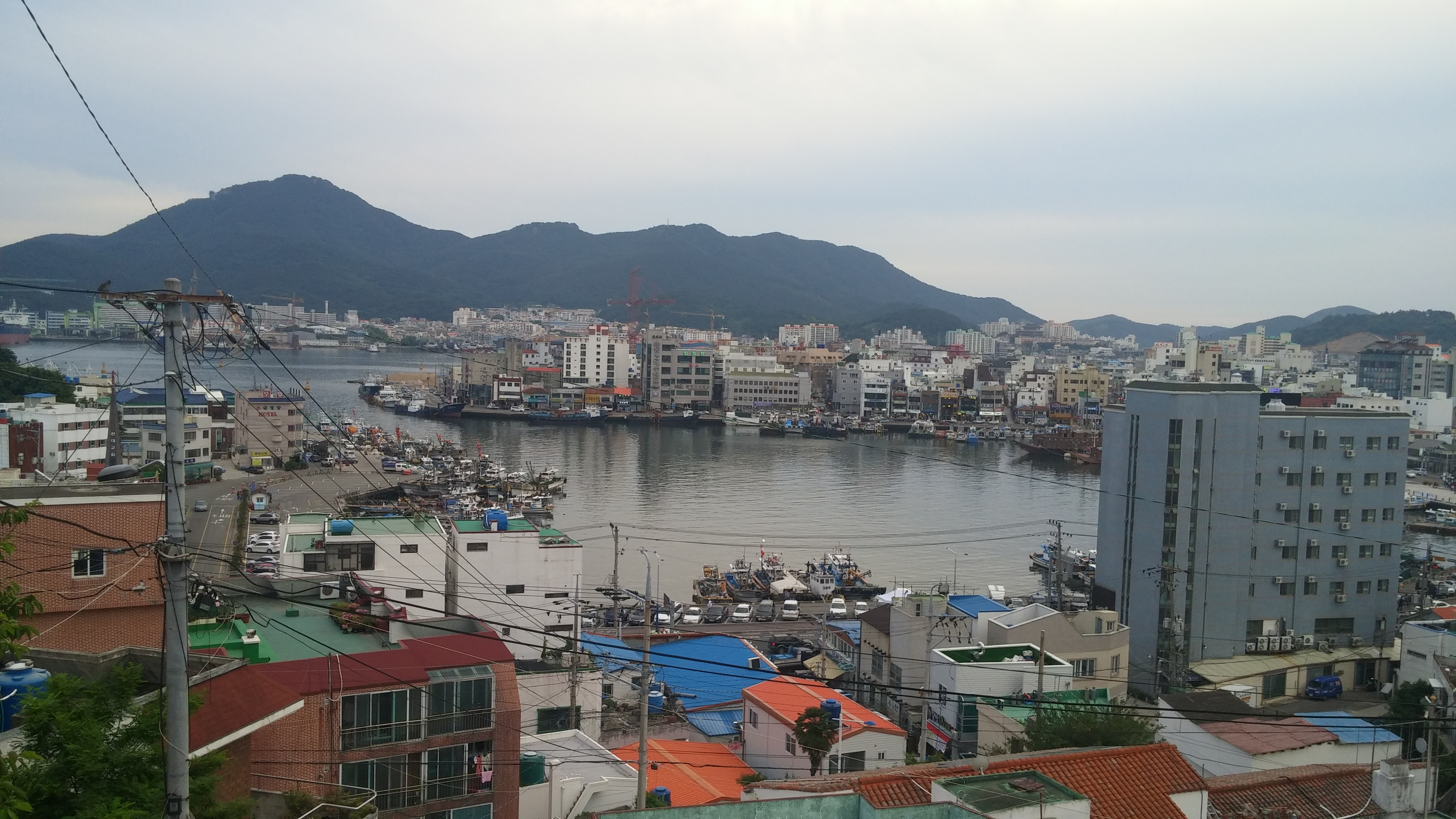
통영시 바다에 거북선이 띄워져 있다
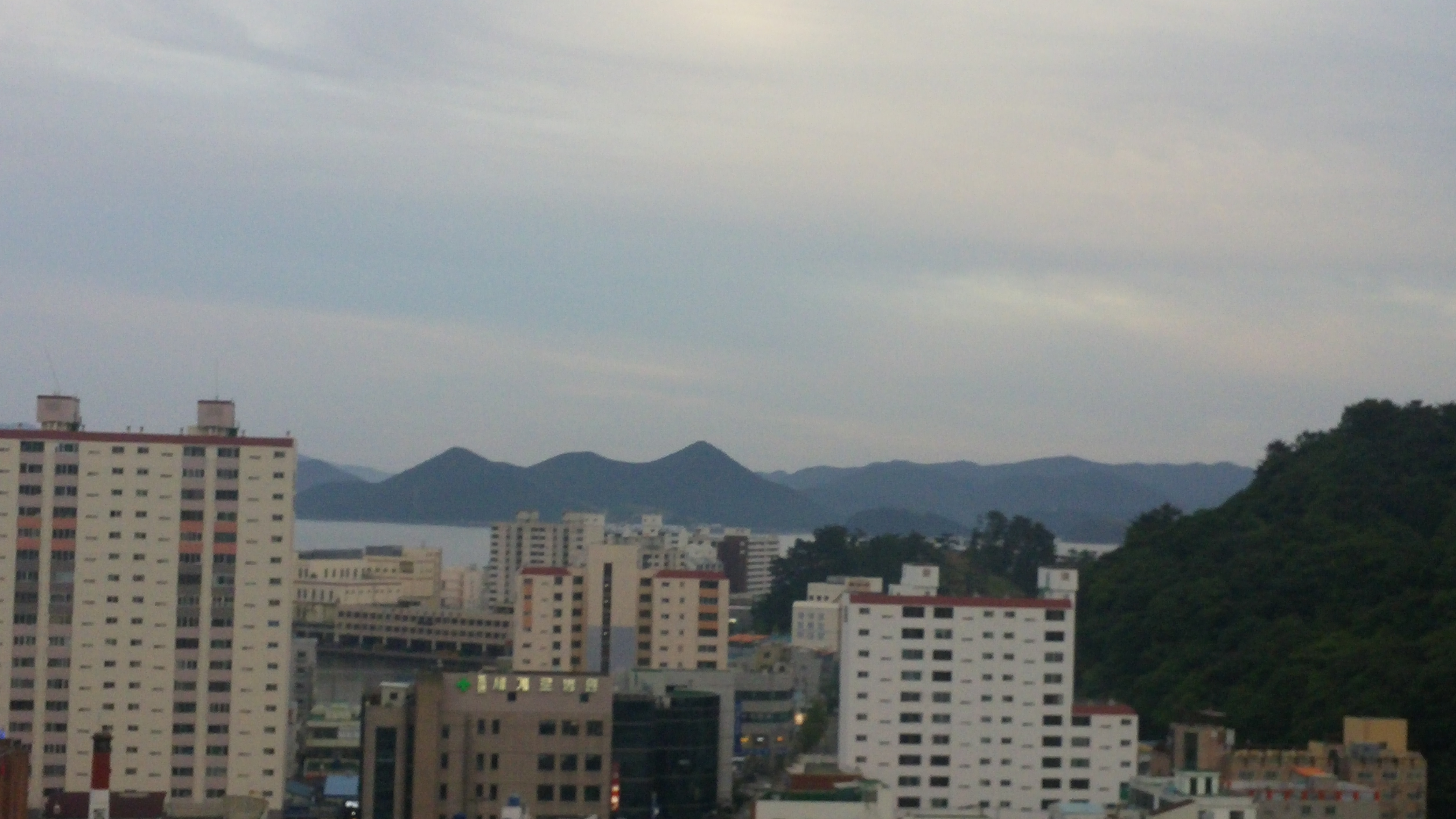
통영시에서 보이는 한산도
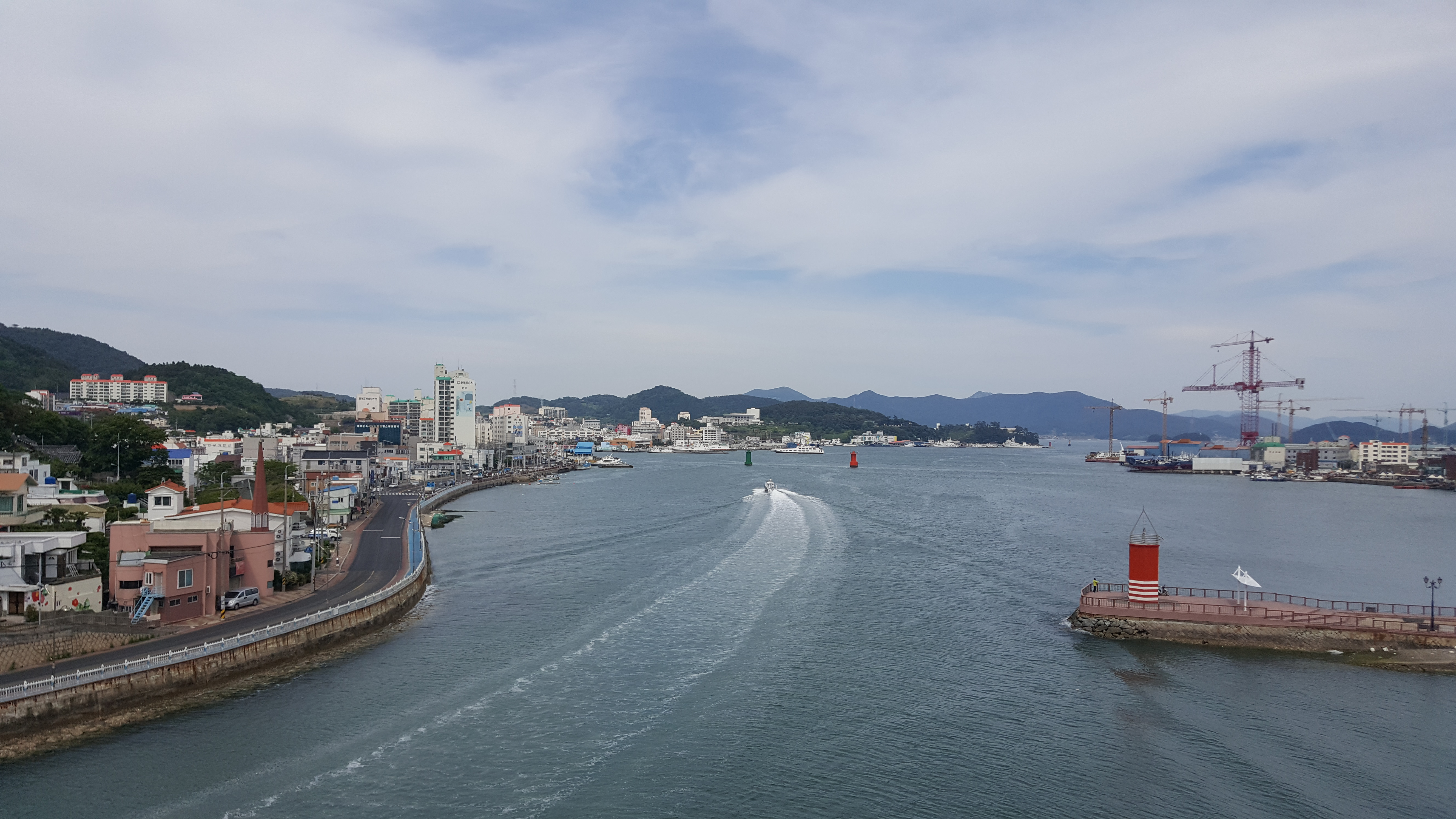
충무교에서 바라본 통영바다

통영시전경-파노라마

## 자매 도시
- 대한민국 서울특별시 강남구
- 대한민국 인천광역시 연수구
- 대한민국 경기도 과천시
- 대한민국 경기도 안산시
- 대한민국 전라남도 여수시
- 대한민국 경상남도 합천군
- 대한민국 충청남도 천안시
- 일본 사이타마현 사야마시
- 일본 오카야마현 다마노시
- 미국 캘리포니아주 리들리
- 중화인민공화국 산둥성 웨이하이시 룽청시
- 중화인민공화국 랴오닝성 안산시
- 러시아 사마라주 사마라
- 대한민국 경상남도 거제시
- 대한민국 경상남도 고성군
- 대한민국 강원특별자치도 태백시

## 같이 보기
- 한산대첩
- 수국작가촌
- 통영시의 시내버스
- 통영해저터널#건설 목적과 관련한 이야기
- 김영삼 정부#경상남도 충무시를 통영시로 개칭
- 박근혜 정부#임진왜란 한산대첩기념비 제막식